# Involución (álbum)
Involución es el nombre del primer disco del grupo Ktulu, lanzado en 1991.

## Canciones
1. "Involución" (4:06)
2. "En el Chino" (3:17)
3. "Basta" (3:53)
4. "Error Clínico" (3:01)
5. "La Soga" (4:52)
6. "Hostigados" (3:36)
7. "Uno Más" (3:42)
8. "Otro Cuento" (5:01)
9. "Testigos" (3:36)
10. "Mi Granja" (2:37)
11. "Legiones de Muerte" (0:12)